# Bugar, Bihać
Bugar je naselje v občini Bihać, Bosna in Hercegovina. 

## Deli naselja
Bugar, Čerkezovac in Rastovača.

## Prebivalstvo
| Pregled števila prebivalcev po letih | Pregled števila prebivalcev po letih | Pregled števila prebivalcev po letih | Pregled števila prebivalcev po letih | Pregled števila prebivalcev po letih | Pregled števila prebivalcev po letih |
| ------------------------------------ | ------------------------------------ | ------------------------------------ | ------------------------------------ | ------------------------------------ | ------------------------------------ |
| 1948                                 | 1953                                 | 1961                                 | 1971                                 | 1981                                 | 1991                                 |
| -                                    | -                                    | -                                    | 227                                  | 214                                  | 186                                  |

| Narodna sestava prebivalstva po letih                                                                                        | Narodna sestava prebivalstva po letih                                                                                         | Narodna sestava prebivalstva po letih                                                                                         |
| --- | --- | --- |
| 1971 | 1981 | 1991 |
| . skupaj: 227 Srbi 180 (79,29 %) Muslimani 46 (20,26 %) Hrvati 0 (0,00 %) Jugoslovani 0 (0,00 %) drugi in neznano 1 (0,44 %) | . skupaj: 214 Srbi 129 (60,28 %) Muslimani 72 (33,64 %) Hrvati 10 (4,67 %) Jugoslovani 3 (1,40 %) drugi in neznano 0 (0,00 %) | . skupaj: 186 Srbi 104 (55,91 %) Muslimani 71 (38,17 %) Hrvati 10 (5,37 %) Jugoslovani 0 (0,00 %) drugi in neznano 1 (0,53 %) |